# Clematis crassifolia
Clematis crassifolia là một loài thực vật có hoa trong họ Mao lương. Loài này được Benth mô tả khoa học đầu tiên năm 1861.